# Västlig borstsmyg
Västlig borstsmyg (Dasyornis longirostris) är en starkt utrotningshotad fågel i den lilla australiska familjen borstsmygar.

## Utseende och läten
Västlig borstsmyg är en medelstor (17–20 cm) och kraftig, gråbrun tätting. Könen har liknande dräkt. Ryggen är mörkbrun, på övre delen ljusgråfläckad. Övergumpen är rostbrun, liksom ovansidan av stjärten och vingtäckarna ovan. Undersidan är smutsvitt mitt på bröst och buk medan flankerna är olivbruna, täckta av fin svartbrun fjällning. Liknande sångsnårfågeln har kraftigt mandad ovansida och saknar fjällning på undersidan. Från hanen hörs ett ljust fnitter som honan svarar med en vass och vanligen tretonig vissling.

## Utbredning och status
Fågeln förekommer på kusthedar i sydvästra Australien (öster om Albany). IUCN kategoriserar arten som sårbar.